# Dihydromorphine
Dihydromorphin (Paramorfan, Paramorphan) là một opioid bán tổng hợp có cấu trúc liên quan và có nguồn gốc từ morphin. Liên kết đôi 7-8 trong morphin được giảm xuống thành một liên kết đơn để có được dihydromorphin. Dihydromorphin là một thuốc giảm đau mạnh vừa phải và được sử dụng lâm sàng trong điều trị đau và cũng là một chất chuyển hóa hoạt động của thuốc giảm đau opioid dihydrocodeine. Dihydromorphin thỉnh thoảng xảy ra với số lượng rất nhỏ trong các xét nghiệm thuốc phiện, cũng như dihydrocodeine, dihydrothebaine, tetrahydrothebaine, v.v. Quá trình sản xuất dihydromorphin từ morphin dùng trong dược phẩm đã được phát triển ở Đức vào cuối thế kỷ 19, với tổng hợp được công bố vào năm 1900 và thuốc được giới thiệu lâm sàng là Paramorfan ngay sau đó. Một tổng hợp năng suất cao từ tetrahydrothebaine sau đó đã được phát triển.

## Công dụng

### Y khoa
Dihydromorphin được sử dụng để kiểm soát cơn đau từ trung bình đến nặng, ví dụ như những cơn đau xảy ra ở bệnh ung thư; tuy nhiên, nó kém hiệu quả hơn trong điều trị đau thần kinh và thường được coi là không phù hợp và không hiệu quả đối với chấn thương tâm lý.

### Nghiên cứu
Dihydromorphin, thường được dán nhãn bằng đồng vị triti ở dạng [3H]-dihydromorphin, được sử dụng trong nghiên cứu khoa học để nghiên cứu sự gắn kết của các thụ thể opioid trong hệ thần kinh.

## Sức mạnh
Dihydromorphin mạnh hơn một chút so với morphin như là thuốc giảm đau có hồ sơ tác dụng phụ tương tự. Hiệu lực tương đối của dihydromorphin gấp 1,2 lần so với morphin. Khi so sánh, hiệu lực tương đối của dihydrocodeine gấp 1,15 lần so với codeine.

## Dược lý
Dihydromorphin hoạt động như một chất chủ vận ở các thụ thể μ-opioid (mu), δ-opioid (delta) và κ-opioid (kappa) Chất chủ vận của thụ thể μ-opioid và δ-opioid chịu trách nhiệm phần lớn cho các tác dụng lâm sàng của opioid như dihydromorphin với agonism μ cung cấp nhiều khả năng giảm đau hơn.

### Dược động học
Khởi phát hoạt động của Dihydromorphin nhanh hơn nhiều so với morphin và nó cũng có xu hướng có thời gian tác dụng lâu hơn, thường là từ 4-7 giờ.

## Tính hợp pháp
Theo Công ước thống nhất về các chất ma túy quốc tế năm 1961 thì dihydromorphin là một chất ma túy Bảng I bị kiểm soát và có thể sẽ khác tùy thuộc vào luật pháp của mỗi quốc gia.